# Velika Jasikova
Velika Jasikova (izvirno srbsko Велика Јасикова) je naselje v Srbiji, ki upravno spada pod Mesto Zaječar; slednja pa je del Zaječarskega upravnega okraja.

## Demografija
V naselju živi 819 polnoletnih prebivalcev, pri čemer je njihova povprečna starost 45,2 let (43,3 pri moških in 47,2 pri ženskah). Naselje ima 258 gospodinjstev, pri čemer je povprečno število članov na gospodinjstvo 3,87.
Prebivalstvo je večinoma nehomogeno.
|  |

| Demografija | Demografija     | Demografija     |
| Leto        | Št. prebivalcev | Št. prebivalcev |
| ----------- | --------------- | --------------- |
|             |                 |                 |
|             |                 |                 |
|             |                 |                 |
|             |                 |                 |
| 1948        | 1712            |                 |
| 1953        | 1707            |                 |
| 1961        | 1675            |                 |
| 1971        | 1576            |                 |
| 1981        | 1384            |                 |
| 1991        | 1239            | 1164            |
| 2002        | 1174            | 998             |
|             |                 |                 |

| Etnična sestava po popisu iz leta 2002 | Etnična sestava po popisu iz leta 2002 | Etnična sestava po popisu iz leta 2002 | Etnična sestava po popisu iz leta 2002 | Etnična sestava po popisu iz leta 2002 |
| -------------------------------------- | -------------------------------------- | -------------------------------------- | -------------------------------------- | -------------------------------------- |
| Srbi                                   | Srbi                                   |                                        | 483                                    | 48,39%                                 |
| Vlahi                                  | Vlahi                                  |                                        | 356                                    | 35,67%                                 |
| Romuni                                 | Romuni                                 |                                        | 17                                     | 1,70%                                  |
| Jugoslovani                            | Jugoslovani                            |                                        | 4                                      | 0,40%                                  |
| Hrvati                                 | Hrvati                                 |                                        | 1                                      | 0,10%                                  |
| Neznano                                | Neznano                                |                                        | 18                                     | 1,80%                                  |